# Truman Bodden
Truman Bodden, né le 22 avril 1945, est un avocat et homme politique, chef du gouvernement des îles Caïmans entre novembre 1994 et novembre 2000.

## Biographie
Truman Murray Bodden est né le 22 avril 1945 à George Town. Il suit des études de Droit à Londres et devient avocat à Inner Temple en 1968. Il travaille ensuite comme avocat en Jamaïque avant de revenir dans son île, où il exerce comme assistant du Procureur général de 1969 à  1972. 
En 1974, il fonde son propre cabinet. Il est ensuite élu comme représentant de George Town à l'Assemblée législative des îles Caïmans en 1976, puis devient ministre chargé de différents secteurs, tout en assumant la direction du gouvernement de novembre 1994 au 8 novembre 2000. 
Après avoir mis fin à sa carrière politique, il se concentre sur ses activités d'avocat d'affaires, particulièrement pour le secteur bancaire.